# St Barth Commuter

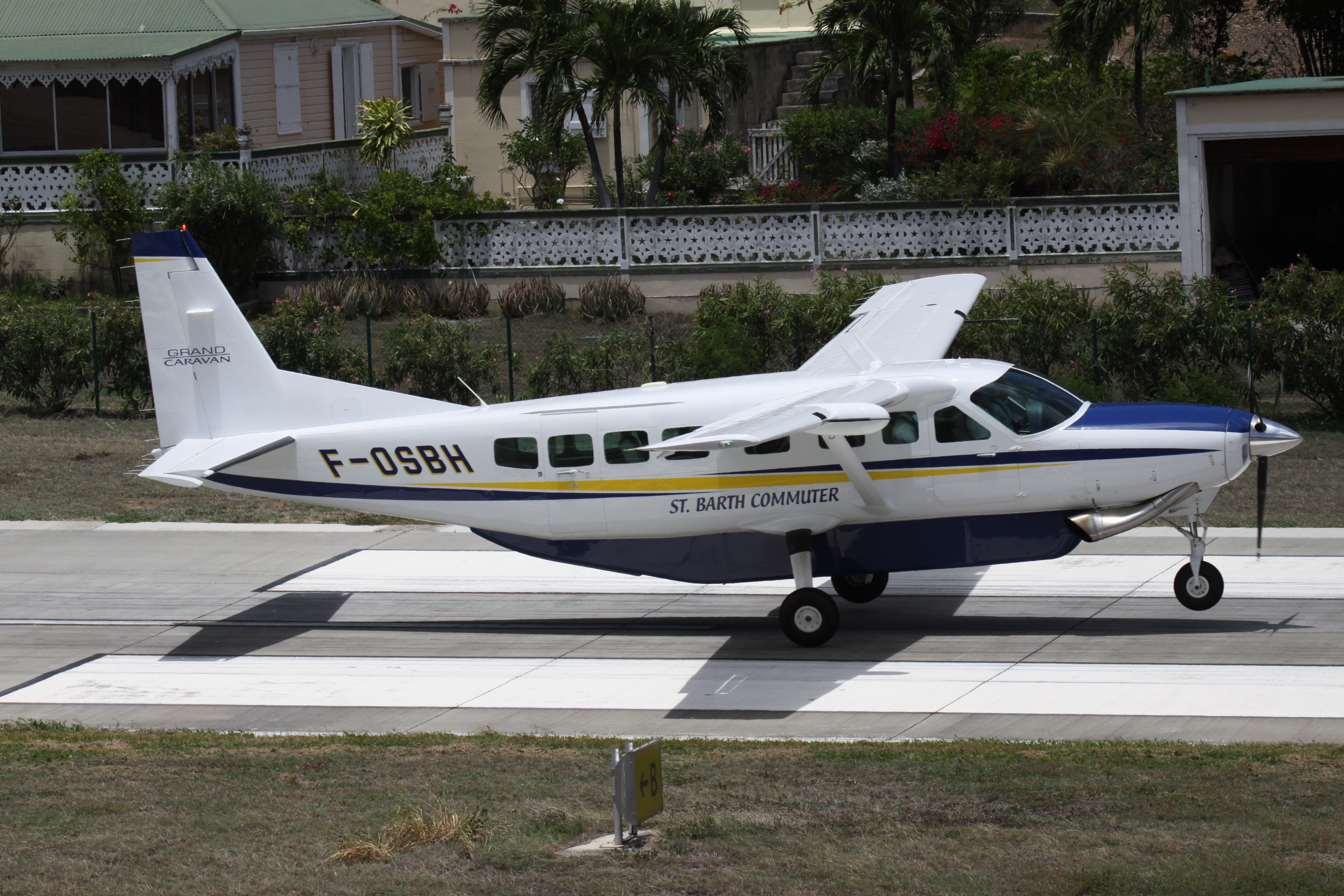
Cessna 208B Grand Caravan van St Barth Commuter

St Barth Commuter is de enige luchtvaartmaatschappij op het eiland Saint-Barthélemy in de Franse Antillen. De maatschappij voert vanaf haar hub op de Luchthaven Gustaf III in Saint-Jean dagelijkse lijnvluchten uit naar zowel de Franse als de Nederlandse zijde van het naburige eiland Sint Maarten. Daarnaast verzorgt St Barth Commuter ook chartervluchten naar 30 andere bestemmingen in zowel de Kleine als de Grote Antillen.
De maatschappij wordt geleid door Bruno Magras, lokaal politicus en sinds 2007 voorzitter van de Territoriale Raad van Saint-Barthélemy. In totaal heeft St Barth Commuter 18 werknemers.

## Geschiedenis
Het bedrijf werd in 1995 opgericht door Magras en Michel Martinon, en voerde aanvankelijk alleen vluchten naar Sint Maarten uit met een Britten-Norman BN-2A Islander. In 1996 werd Magras alleen eigenaar.

## Bestemmingen
Situatie juni 2012:
- Saint-Barthélemy
  - Luchthaven Gustaf III Hub
- Sint Maarten
  - Princess Juliana International Airport
- Sint-Maarten
  - Luchthaven L'Espérance
- Antigua en Barbuda

### Charter
- Amerikaanse Maagdeneilanden
  - Saint Croix - Luchthaven Henry E. Rohlsen
  - Saint Thomas - Luchthaven Cyril E. King
- Anguilla
  - Anguilla - Internationale Luchthaven Clayton J. Lloyd
- Antigua en Barbuda
  - Antigua - Internationale Luchthaven V. C. Bird
  - Barbuda - Luchthaven Codrington
- Barbados
  - Barbados - Internationale Luchthaven Grantley Adams
- Britse Maagdeneilanden
  - Tortola - Internationale Luchthaven Terrance B. Lettsome
- Dominica
  - Dominica - Luchthaven Canefield, Luchthaven Melville Hall
- Dominicaanse Republiek
  - La Romana - Internationale Luchthaven La Romana
  - Puerto Plata - Internationale Luchthaven Gregorio Luperón
  - Punta Cana - Internationale Luchthaven Punta Cana
  - Santo Domingo - Internationale Luchthaven La Isabela, Internationale Luchthaven Las Américas
- Frankrijk (Guadeloupe en Martinique)
  - Baillif - Luchthaven Baillif
  - Fort-de-France - Internationale Luchthaven Martinique Aimé Césaire
  - Pointe-à-Pitre - Internationale Luchthaven Pointe-à-Pitre
  - Saint-François - Luchthaven Saint-François
- Grenada
  - Grenada - Internationale Luchthaven Maurice Bishop
- Nederland (Caribisch Nederland)
  - Sint Eustatius - F.D. Roosevelt Airport
- Puerto Rico
  - San Juan - Internationale Luchthaven Luis Muñoz Marín
- Saint-Barthélemy
  - Saint-Barthélemy - Luchthaven Gustaf III Hub
- Saint Kitts en Nevis
  - Nevis - Internationale Luchthaven Vance W. Amory
  - Saint Kitts - Internationale Luchthaven Robert L. Bradshaw
- Saint Lucia
  - Saint Lucia - Internationale Luchthaven Hewanorra, Luchthaven George F. L. Charles
- Saint Vincent en de Grenadines
  - Canouan - Luchthaven Canouan
  - Mustique - Luchthaven Mustique
  - Saint Vincent - Luchthaven E. T. Joshua
  - Union Island - Luchthaven Union Island
- Sint Maarten
  - Sint Maarten - Princess Juliana International Airport
- Sint-Maarten
  - Sint-Maarten - Luchthaven L'Espérance
- Turks- en Caicoseilanden
  - Providenciales - Internationale Luchthaven Providenciales

## Vloot
- 4 Cessna 208B Grand Caravan

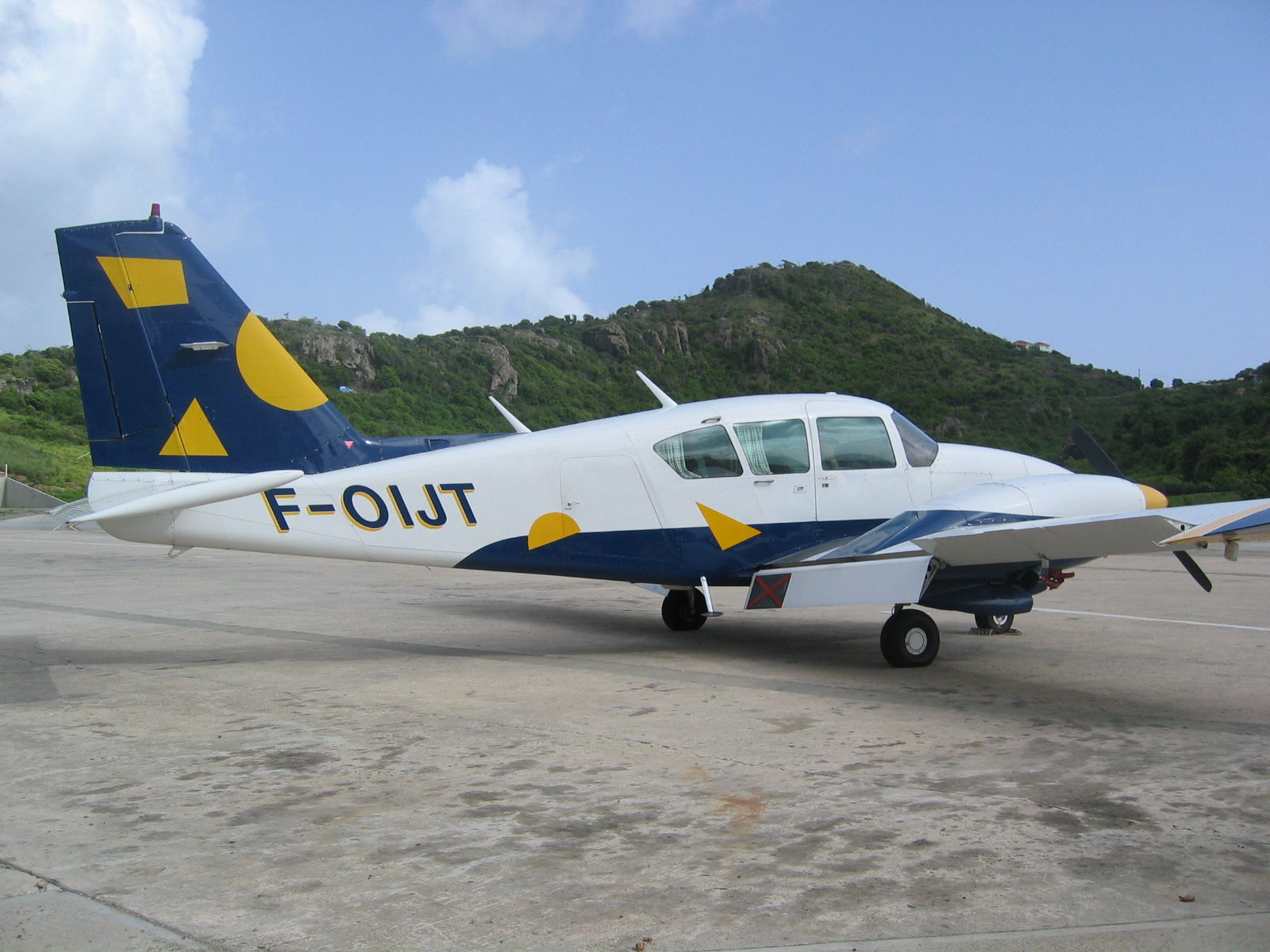
Piper PA-23 (niet langer in gebruik)

Niet meer in gebruik zijn drie Pipers PA-23, de Britten-Norman BN-2A Islander waarmee men in 1995 de activiteiten aanving en drie recentere toestellen van dat type.